# Lee Chang-ho
Lee Chang-ho (* 29. Juli 1975 in Jeonju, Provinz Jeollabuk, Südkorea) ist ein koreanischer Go-Profi.
Mit 8 Jahren wurde er Schüler von Cho Hun-hyeon, einem der erfolgreichsten Go-Spieler aller Zeiten. Mit 11 Jahren war er der zweitjüngste Go-Profi nach seinem Lehrer, mit 14 Jahren folgte sein erster Profi-Titel.
1990 gewann er den Kuksu-Titel, eines der prestigeträchtigsten Turniere in Korea. 1992 folgte der erste Sieg in einem internationalen Turnier gegen Rin Kaiho. In den Jahren 1990 bis 1992 setzte er sich in zahlreichen Kämpfen gegen seinen Lehrer Cho Hun-hyeon durch und wurde damit zum stärksten Spieler in Korea.
Als weltbester Spieler wurde er anerkannt, als er 1996–98 die entscheidenden Siege gegen den führenden chinesischen Go-Profi Ma Xiaochun errang. 1997 wurde er zum 9. Dan promoviert, dem höchsten Dan-Grad im professionellen Go (Südkorea).
Von 1991 bis 2006 führte Lee Chang-ho die Go-Ratingliste an. Im Jahr 2012 war er noch einer der stärksten Spieler Koreas, auch wenn er von jungen Spielern wie Lee Sedol und Park Junghwan eingeholt wurde.

## Erfolge

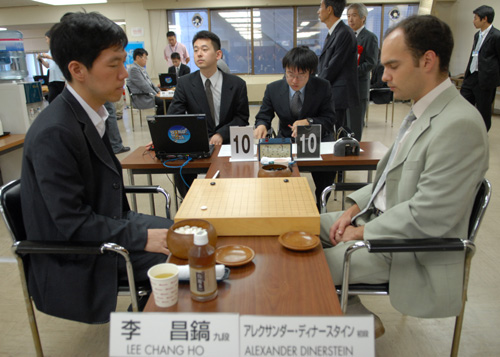
Lee Chang-ho (links) und Alexandre Dinerchtein

Etwa 115 Turniersiege, davon 17 internationale Turniere (Weltrekord, es gibt nur drei weitere Menschen, die mehr als zwei internationale Titel errungen haben).

## Familie
Lee heiratete am 28. Oktober 2008 die ehemalige Amateur-Go-Spielerin Lee Do-yoon. Die gemeinsame Tochter kam am 8. März 2012 zur Welt.